# Prise de Valdivia

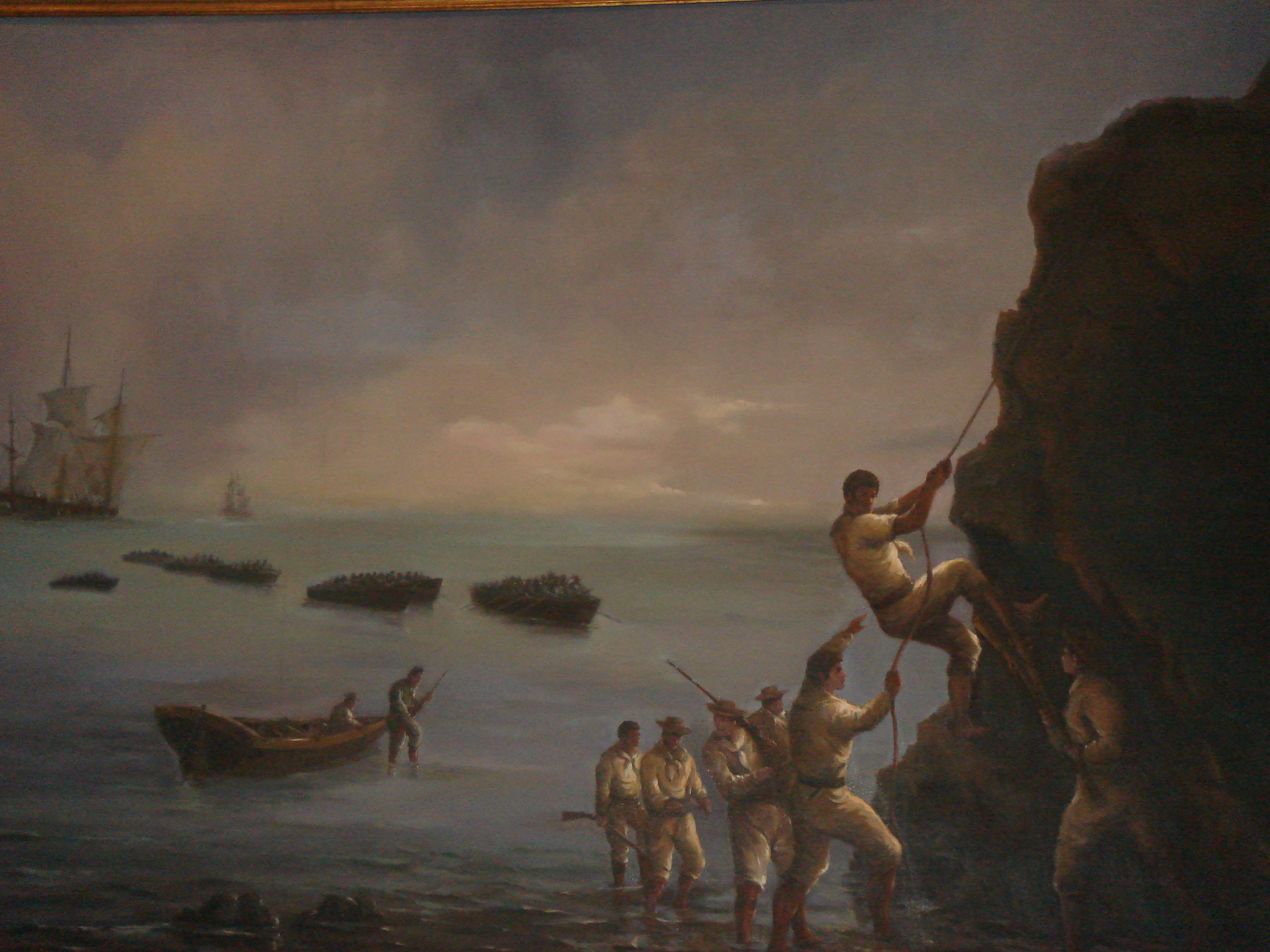
Attaque nocturne de Valdivia

La prise de Valdivia est une opération navale de la guerre d'indépendance du Chili qui se déroula dans la nuit du 3 au 4 février 1820. Un commando de 250 hommes menés par le célèbre mercenaire britannique Thomas Cochrane et le français Jorge Beauchef débarqua et prit d'assaut les forts de la ville au cours d'une attaque soigneusement préparée. La garnison paniqua et s'enfuit, laissant derrière elle une centaine de morts tandis que Cochrane ne perdit que sept hommes.
Cette bataille assure à Beauchef la célébrité.

## Déroulement
Après une nouvelle tentative manquée sur la baie fortifiée de Corral, notamment la ville Callao début octobre 1819, Thomas Cochrane avec Jorge Beauchef, s'attaqua à Valdivia.
Arrivé le 18 janvier, avec le militaire français Jorge Beauchef, arborant un pavillon espagnol pour ne pas éveiller les soupçons, lord Cochrane fit une reconnaissance de la baie puis captura trois jours plus tard le brick amenant la solde de la garnison pour un butin de 40 000 $. Dans la nuit du 3 au 4 février 1820, Cochrane et Beauchef débarquèrent avec un commando de 250 hommes et prit d'assaut les forts de la ville, considérés comme les plus puissants du continent. Il employa une tactique similaire à celle d'Henry Morgan lorsqu'il captura Portobelo en 1668. La garnison, forte de 2 000 hommes, résista d'abord mais paniqua à l'arrivée de la O'Higgins et s'enfuit, laissant derrière elle une centaine de morts tandis que Cochrane ne perdit que sept hommes. Le raid s'empara de cent-vingt-huit canons et 10 000 boulets, cinquante tonnes de poudre et 170 000 cartouches. Le gouvernement chilien en apprenant la nouvelle de la prise de la ville considéra que Cochrane et ses hommes avaient bien mérité de la patrie. Tous reçurent une médaille. La solde de Cochrane fut à nouveau doublée et une propriété de 8 000 hectares lui fut offerte,,.

## Conséquences
Beauchef reste ensuite à Valdivia pour chasser les royalistes restants alors que Cochrane navigue plus au sud vers l'île de Chiloé. Beauchef quitte alors Valdivia pour expulser les royalistes d'Osorno.